# Podedwór (Rączna)
Podedwór – część wsi Rączna w Polsce, położona w województwie małopolskim, w powiecie krakowskim, w gminie Liszki.
W latach 1975–1998 Podedwór administracyjnie należał do województwa krakowskiego.